# Miyuki
miyuki（ミユキ、1972年9月12日 -）は、日本の歌手・ピアニスト・作曲家。本名、中島 美由紀（なかじま みゆき）。

## 人物
1972.9.12　千葉県市原市に生まれる。3歳の時、はじめてピアノの鍵盤に触れる。小学3年生（9歳）頃から、曲を作る楽しさに目覚める。
1985　中学3年生で早くもプロを志し、松田聖子の曲でCBS・ソニー・オーディションに応募。みごとオーディション・スタッフから声がかかり喜ぶが、千葉からCBS・ソニーのある市ヶ谷までの行き方がわからず、簡単に断念。翌週、わざわざスタッフが市原まで会いに来る。再度喜ぶが、「選曲が良かったから」と訳のわからぬ誉められ方をされ、憤慨する。ともかくも、レコード会社のスタッフと、コンタクトが始まる。
1991.4　国立音楽大学ピアノ科に入学。1人暮らしを始める。また、入学と同時に昼、夜とかけ持ちでバイトをしまくる。必然的に授業に出なくなる。
1992.8.4　FM長崎の夏休み特別番組「ARTIST REFILE '92」のパーソナリティを担当する。
1993.4.15　自主制作CDシングル「ママと私のホームメーキング／上手な恋はできないけれど」をインディヴィジュアル・レコードからリリース。
1993.9　大阪有線「フレッシュ・ミュージシャン」に「ふってもいいよ」で応募。みごとグランプリを獲得。CD制作を始める。
1993.11.25　自主制作5曲入りミニ・アルバム「CUTEでいこう」をインディヴィジュアル・レコードよりリリース。
1993.11.28　吉祥寺マンダラ2にてミニ・アルバム発売記念ワンマン・ライブをおこなう。
1993.12　「CUTEでいこう」の収録曲として「ふってもいいよ」が自主制作ながらNACK5「JAPANESE DREAM」グランプリを獲得。（EPIC・ソニー版「CUTEでいこう」のシュリンクに、「Nack5ジャパニーズドリーム'93年12月度グランプリ、USEN440フレッシュミュージシャン’93年度最優秀曲 ふってもいいよ 収録」と書かれたシールが貼られていた。）
1994.2　「ふってもいいよ」が大阪有線の全国チャートでランク・イン。
1994.4.21　自主制作盤「CUTEでいこう」がEPIC・ソニーから全国レコード店で再販売スタート。
1994.5.10　南青山マンダラでピアノ弾き語りライブを定期的にスタート。
1994.9.21　EPIC・ソニーからメジャー・デビューシングル「かわいいKISSをあげる」をリリース。
1994.11.21　初のフル・アルバム「ぜんぶ言ってしまおう」をリリース。
（以上は、1994年の販促CD「miyuki」（QDCB-93038）の「miyuki profile」から転記し、一部に加筆したもの。）
CMタイアップ曲及びTVテーマ曲も手がけており、「ココロも満タンに」で広く知られるコスモ石油のCMソングも、miyukiの手によるものである。1999年から数年間は本人の歌声でオンエアされていた。
ボーカリストとしての活動は終息しており、2006年からアコースティックユニット「lx+（ルクスプラス）」のメンバーとして、本名中島美由紀名義で活動。ピアノおよび作曲を担当。
2009年6月にlx+を脱退し、現在は本格的にアーティストへの楽曲提供を中心とした作家を志す。

## ディスコグラフィー
インディーズ時代(indivisual records)
- 恋したら(ミニアルバム・1991年10月25日）
- ママと私のホームメーキング（シングル・1993年4月15日）
- CUTEでいこう(ミニアルバム・1993年11月25日・1994年4月21日にEPICより再発）

シングル（全てEPIC SONY）
- かわいいKISSをあげる(1994年9月21日)
- ライバルはあなただから(1994年11月21日)
  - テレビ朝日系「GAHAHA王国」ED c/w「ふってもいいよ」テレビ東京系「情報！ソースが決め手」ED
- 腕組んで歩こう(1995年10月1日)
- キスしていい？(1996年11月21日)
  - ミキハウス冬のキャンペーンソング　c/w「こんな話」ミキハウス　イメージソング
- その彼の名は？(1997年3月1日)
- コイヲシテイル(1998年9月19日)

アルバム（特記以外はEPIC SONY）
- ぜんぶ言ってしまおう(1994年11月21日)
- babyface(1997年4月21日)
- Ⅲ(2006年6月1日)
  - この作品のみApple Paint Factory Recordsより発売

楽曲提供
- 素直になれる魔法があれば　奥山友美（アルバム「STILL」収録、詞：miyuki＆青木陽子／曲：miyuki）
- ねえ　椎名へきる（アルバム「with a will」収録、詞：miyuki／曲：miyuki）
- MY SWEET LOVE SONG　ナディア・ギフォード（サウンドトラック「ウルトラマンゼアス２」収録、同時上映作品『ウルトラニャン』の主題歌、作曲のみ）

CM曲提供/歌唱
- マックスファクター　illume
- 花王　Biore洗顔フォーム、
- ソフィーナ　AUBE
- サントリー
- コスモ石油
- ミキハウス
- カルビー　フルーツグラノーラ
- オペル・ヴィータ(日本仕様車)
- 日本財団(1996年)　インストゥルメンタル（曲提供のみ）　出演：篠原涼子